# Andreas Falke
Andreas Falke (* 1952) ist ein deutscher Politologe und Professor für Auslandswissenschaften der Universität Erlangen-Nürnberg.

## Leben
Von 1972 bis 1977 studierte Falke Sozialwissenschaften, Volkswirtschaftslehre und Anglistik an der Georg-August-Universität Göttingen (Staatsexamen 1978).
1979 bis 1983 war er wissenschaftlicher Mitarbeiter bei Peter Lösche am Seminar für Politikwissenschaft der Universität Göttingen, wo er 1985 promoviert wurde.
Anschließend arbeitete Falke für die amerikanische Botschaft in Bonn; zunächst in der Abteilung für Öffentliche Angelegenheiten und ab 1992 als Leitender Referent in der Wirtschaftsabteilung der amerikanischen Botschaft in Bonn/Berlin. Während dieser Tätigkeit habilitierte sich Falke 1996 an der Universität Göttingen im Fach Politikwissenschaften mit einer Arbeit über die amerikanische Handelspolitik.
2002 folgte er einem Ruf auf den Lehrstuhl für Auslandswissenschaft mit einem Schwerpunkt auf englischsprachigen Gesellschaften an der Universität Erlangen-Nürnberg. Seit 2004 ist Falke zudem Direktor des Deutsch-Amerikanischen Instituts (DAI), Nürnberg.

## Preise und Auszeichnungen
- 1975 bis 1976 Fulbright-Stipendiat an der University of Miami, Florida, USA
- 1979 Thyssen-Stipendiat an der Library of Congress, Washington D.C.
- 1989 Visiting Fellow, Brookings Institution, Washington D.C.
- 1988 bis 1989 John F. Kennedy-Gedächtnis-Stipendiat, Harvard University[1]